# Zdeněk Rylich
Zdeněk Rylich (nacido el 7 de marzo de 1931 en Checoslovaquia falecido el 3 de septiembre de 2024) es un exjugador checo de baloncesto. Consiguió 4 medallas en competiciones internacionales con Checoslovaquia. Es el hermano de Bohuslav Rylich.